# جيم أرمسترونغ (لاعب دوري الرغبي)
جيم أرمسترونغ (بالإنجليزية: Jim Armstrong) هو لاعب دوري الرغبي أسترالي، ولد في 14 يوليو 1917 في ألبوري في أستراليا، وتوفي في 8 يوليو 1981 في سيدني في أستراليا.

## وصلات خارجية
- جيم أرمسترونغ على موقع أوليمبيديا (الإنجليزية)
- جيم أرمسترونغ على موقع اللجنة الأولمبية الأسترالية (الإنجليزية)
- جيم أرمسترونغ على موقع اتحاد ألعاب الكومنولث (مؤرشف) (الإنجليزية)